# Salvatore Riina
Salvatore Riina, också känd som Totò Riina, född 16 november 1930 i Corleone, Sicilien, död 17 november 2017 i Parma, Emilia-Romagna, var en medlem av den sicilianska maffian och blev den mäktigaste inom organisationen under början av 1980-talet. Medbrottslingarna kallade honom för Besten (La Belva) och ibland också Den korte (U curtu). Under sin verksamma tid inom maffian tros han, med egna händer, ha mördat runt fyrtio personer och beordrat morden på ytterligare tusen.
Under 1980-talet och tidigt 1990-tal genomförde Riina och hans maffiaorganisation, Corleonesi, en brutal och hänsynslös våldskampanj både mot rivaliserande maffiagrupper och mot myndigheterna, vilket kulminerade i mordet på domaren Giovanni Falcone och dennes hustru. Morden ledde till en folklig revolt mot maffian, och staten började bekämpa den organiserade brottsligheten hårdare än tidigare. Riina och många av hans hejdukar arresterades.
Efter Salvatore Riinas död 2017, sågs Matteo Messina Denaro som den ohotade chefen över alla chefer inom italienska maffian. 